# Ausreißertest nach Grubbs
Der Ausreißertest nach Grubbs ist ein statistischer Test, der dazu verwendet wird, Ausreißer in einer gegebenen Stichprobe zu entdecken, zu eliminieren und durch Iteration die verbleibende Stichprobe zu verbessern. Der Ausreißertest nach Nalimov ist eine Variante des Ausreißertests nach Grubbs.

## Voraussetzungen
Voraussetzung für die Anwendung des Grubbs-Tests ist die Hypothese, dass die Daten {\displaystyle X_{1},\dotsc ,X_{n}} annähernd normalverteilt sind. Dies kann aus theoretischen Überlegungen abgeleitet werden oder durch einen Test auf Normalverteilung für die Quelle der Daten allgemein oder die Stichprobe speziell überprüft werden. Der Test auf Normalverteilung sollte ohne die vermutlichen Ausreißer durchgeführt werden, da diese sonst die Teststatistik verfälschen können.

## Teststatistik
Danach wird aus der Stichprobe die Teststatistik
{\displaystyle G={\frac {\max {|X_{i}-{\bar {X}}|}}{S_{n}}}}
berechnet, in der
{\displaystyle {\bar {X}}={\frac {1}{n}}\sum _{i=1}^{n}X_{i}} das Stichprobenmittel und {\displaystyle S_{n}^{2}={\frac {1}{n-1}}\sum _{i=1}^{n}(X_{i}-{\bar {X}})^{2}} die korrigierte Stichprobenvarianz der Stichprobe bezeichnen. Unter der Nullhypothese, dass keine Ausreißer vorhanden sind, besitzt {\displaystyle G} eine Verteilung, die als Funktion einer t-Verteilung dargestellt werden kann. Konsequenterweise wird der Test zum Signifikanzniveau {\displaystyle \alpha \;} abgelehnt, falls {\displaystyle G>z_{\alpha }} mit
{\displaystyle z_{\alpha }={\frac {n-1}{\sqrt {n}}}{\sqrt {\frac {t_{{\frac {\alpha }{2n}},n-2}^{2}}{n-2+t_{{\frac {\alpha }{2n}},n-2}^{2}}}}}
gilt. Dabei bezeichnet {\displaystyle t_{\beta ,m}} das {\displaystyle \beta }-Quantil einer {\displaystyle t}-Verteilung mit {\displaystyle m} Freiheitsgraden zum Niveau {\displaystyle \beta }. Hierbei ist {\displaystyle \beta ={\frac {\alpha }{2n}}} und {\displaystyle m=n-2}. Bei einem einseitigen Test beträgt {\displaystyle \beta ={\frac {\alpha }{n}}}.
Sofern der Test tatsächlich einen Ausreißer entdeckt, wird das fragliche Datum aus der Stichprobe entfernt und ein neuer Grubbs-Test mit {\displaystyle n-1} Daten in der restlichen Probe durchgeführt. Dies sollte so lange geschehen, bis mit Hilfe des Tests keine Ausreißer mehr entdeckt werden können.

## Varianten
- Eine Variante des Grubbs-Tests besteht darin, nur Ausreißer nach oben oder nur solche nach unten entdecken zu wollen. Dies wird dadurch realisiert, dass man an Stelle von {\displaystyle \max {|X_{i}-{\bar {X}}|}} nur {\displaystyle \max X_{i}-{\bar {X}}} bzw. {\displaystyle {\bar {X}}-\min X_{i}} betrachtet und den kritischen Wert der Teststatistik von {\displaystyle t_{{\frac {\alpha }{2n}},n-2}} auf {\displaystyle t_{{\frac {\alpha }{n}},n-2}} anpasst.
- Der Ausreißertest nach Nalimov modifiziert die Prüfgröße {\displaystyle G} mit einem vom Stichprobenumfang abhängigen Korrekturfaktor:

{\displaystyle G={\frac {\max {|X_{i}-{\bar {X}}|}}{S_{n}}}{\sqrt {\frac {n}{n-1}}}}.